# Gouvernement Orban II
Pour les articles homonymes, voir gouvernement Orban.
Ne doit pas être confondu avec gouvernement Orbán II.
Roumanie
Orban I Cîțu
Le gouvernement Orban II (en roumain : Guvernul Ludovic Orban (2)) est le gouvernement de la Roumanie depuis le 14 mars 2020, sous la 8e législature de la Chambre des députés et du Sénat.
Il est dirigé par le libéral Ludovic Orban et succède à son premier gouvernement, à la composition identique, renversé en février 2020 par une motion de censure. La reconduction d'Orban s'inscrit dans le cadre de la pandémie de COVID-19.

## Historique du mandat
Dirigé par le Premier ministre sortant Ludovic Orban, ce gouvernement est constitué du Parti national libéral (PNL). Seul, il dispose de 82 députés sur 329, soit 24,9 % des sièges de la Chambre des députés, et 31 sénateurs sur 136, soit 22,8 % des sièges du Sénat.
Il est formé à la suite de l'adoption d'une motion de censure par le Parlement le 5 février 2020, initiée par le Parti social-démocrate (PSD).
Il succède donc au gouvernement Orban I, au pouvoir depuis novembre 2019, constitué et soutenu par le seul PNL. L'exécutif est renversé par 261 voix sur 465 après avoir mis en jeu sa responsabilité sur l'adoption d'une réforme électorale concernant les élections locales.

### Formation
Dès le lendemain, Orban reçoit la mission de former un nouveau cabinet. Le Premier ministre en affaires courantes présente quatre jours plus tard la liste de ses ministres, identique à la précédente. Convoqué le 24 février, le vote de confiance est reporté faute de quorum, avant que la Cour constitutionnelle n'impose au président Klaus Iohannis de choisir un candidat différent du chef de l'exécutif déchu.
Le ministre des Finances Florin Cîțu est chargé deux jours plus tard de former un gouvernement. Il renonce le 12 mars, jour fixé pour le vote d'investiture, au profit d'Orban après que les partis politiques sont convenus de la nécessité de disposer rapidement d'un gouvernement de plein exercice pour faire face à la pandémie de COVID-19. Dès le lendemain, Ludovic Orban est de nouveau désigné pour constituer l'exécutif roumain. Il propose alors une liste de ministres identique à celle du gouvernement précédent.
Les candidats aux postes de ministre sont alors auditionnés par visioconférence. Le Parlement, réuni en séance commune le 14 mars, vote la confiance au gouvernement Orban II par 286 voix favorables, seuls le parti Pro Romania de Victor Ponta et des parlementaires indépendants s'y opposant. Seul un tiers des parlementaires du PNL participent au vote en raison de la contamination de l'un d'entre eux au COVID-19. Cette investiture à peine 24 h après la désignation d'Orban constitue un record depuis la chute du communisme. L'assermentation des ministres, prévue le soir même au palais Cotroceni, est soumise à des mesures sanitaires particulières dans la mesure où la plupart des ministres se sont placés en confinement,.

### Succession
Le 7 décembre 2020, au lendemain des élections législatives roumaines de 2020 au cours desquelles le PNL arrive second derrière le PSD, Ludovic Orban démissionne de la tête du gouvernement. Le ministre de la Défense Nicolae Ciucă assure l'intérim.

## Composition
| Poste                                                                 | Titulaire | Titulaire                                              | Parti    |
| --------------------------------------------------------------------- | --------- | ------------------------------------------------------ | -------- |
| Premier ministre                                                      |           | Ludovic Orban (jusqu'au 07/12/2020) Nicolae Ciucă a.i. | PNL      |
| Vice-Première ministre                                                |           | Raluca Turcan                                          | PNL      |
| Ministre des Finances publiques                                       |           | Florin Cîțu                                            | PNL      |
| Ministre des Affaires intérieures                                     |           | Ion Marcel Vela                                        | PNL      |
| Ministre des Affaires étrangères                                      |           | Bogdan Aurescu                                         | Sans     |
| Ministre de la Justice                                                |           | Cătălin Predoiu                                        | PNL      |
| Ministre des Travaux publics, du Développement et de l'Administration |           | Ion Ștefan                                             | PNL      |
| Ministre de la Défense                                                |           | Nicolae Ciucă                                          | Sans/PNL |
| Ministre de la Santé                                                  |           | Victor Costache (jusqu'au 26/03/2020) Nelu Tătaru      | PNL      |
| Ministre de l'Éducation et de la Recherche                            |           | Monica Anisie                                          | PNL      |
| Ministre de l'Économie, de l'Énergie et du Milieu des affaires        |           | Virgil Popescu                                         | PNL      |
| Ministre du Travail et de la Protection sociale                       |           | Violeta Alexandru                                      | PNL      |
| Ministre de l'Environnement, des Eaux et des Forêts                   |           | Costel Alexe (jusqu'au 05/11/2020) Mircea Fechet       | PNL      |
| Ministre des Transports, des Infrastructures et des Communications    |           | Lucian Bode                                            | PNL      |
| Ministre de l'Agriculture et du Développement rural                   |           | Nechita-Adrian Oros                                    | PNL      |
| Ministre des Fonds européens                                          |           | Ioan-Marcel Boloș                                      | Sans     |
| Ministre de la Culture                                                |           | Bogdan Gheorghiu                                       | PNL      |
| Ministre de la Jeunesse et des Sports                                 |           | Ionuț-Marian Stroe                                     | PNL      |